# George Fissler
George Fissler (12 oktober 1906 - 18 december 1975) was een Amerikaans zwemmer.
George Fissler nam eenmaal deel aan de Olympische Spelen: in 1932. In 1932 nam hij deel aan het onderdeel 4x200 meter vrije slag. Hij wist het zilver te winnen.